# Iglesia de Santa María (Bergen)

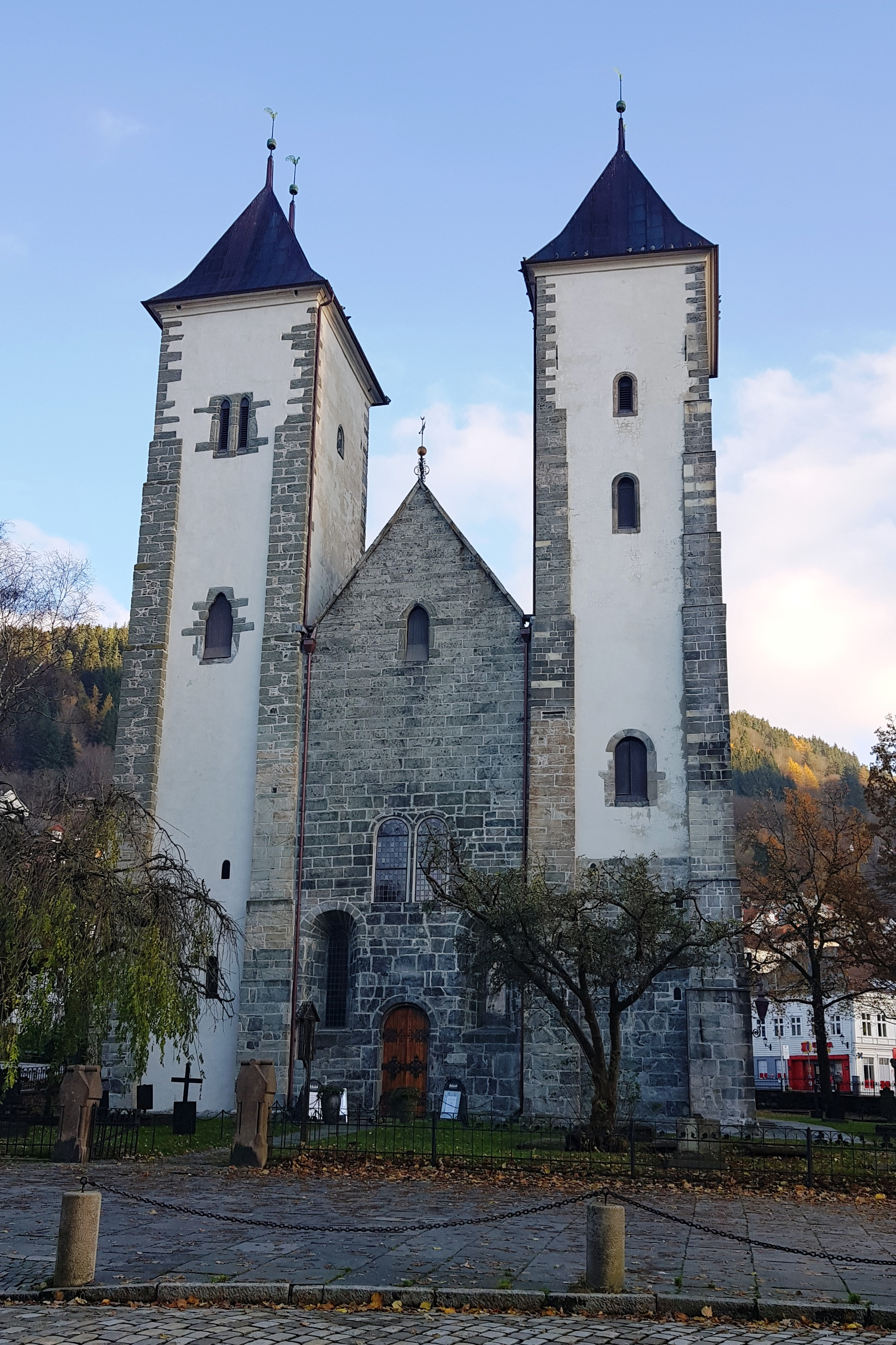
La fachada occidental de la iglesia de Santa María.

La iglesia de Santa María (en noruego, Mariakirken) es un templo románico del siglo XII localizado en Bergen, Noruega. Es el edificio más antiguo conservado de toda la ciudad. Su material de construcción es esteatita.

## Arquitectura

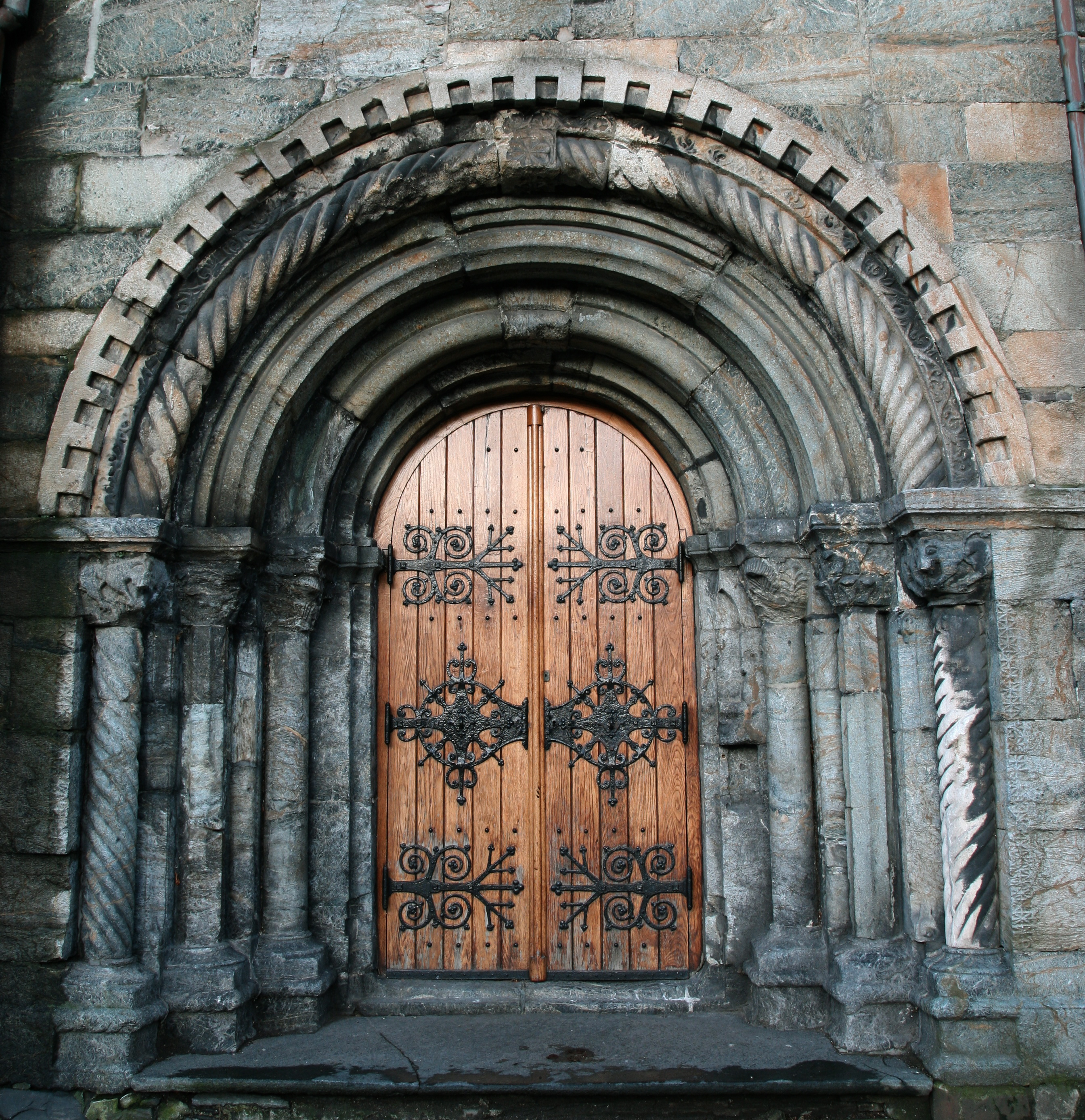
Portal meridional.

Por convención, se acepta que la iglesia fue iniciada en el siglo XII, probablemente entre 1130 y 1170. El estilo románico en que fue construida dominó en Bergen en el siglo XII, y había llegado a Noruega través de Alemania y Lund; en esta última ciudad (en ese entonces parte de Dinamarca) se hallaba el arzobispado del que dependió Noruega en un principio.
Se incendió en 1198 y en 1248, junto con toda la ciudad. Después del último incendio, el coro fue agrandado, incorporando partes nuevas en estilo gótico.
Es una basílica. Consiste de una nave mayor, central, con techo elevado, y dos naves laterales de techo más bajo. La división entre la nave central y las laterales consiste de arcadas sostenidas por pilares, y en los muros superiores de la nave se localiza el triforio, con ventanas que permiten la entrada de luz a la iglesia. No hay claristorio.
Posee dos torres en la fachada occidental, de igual tamaño y con chapiteles en forma de pirámide.
Hay cuatro portales, pero el que destaca por su decoración es el del sur, el más rico de los portales románicos en Noruega, con decoraciones vegetales y pequeños leones en sus capiteles.

## Retablo

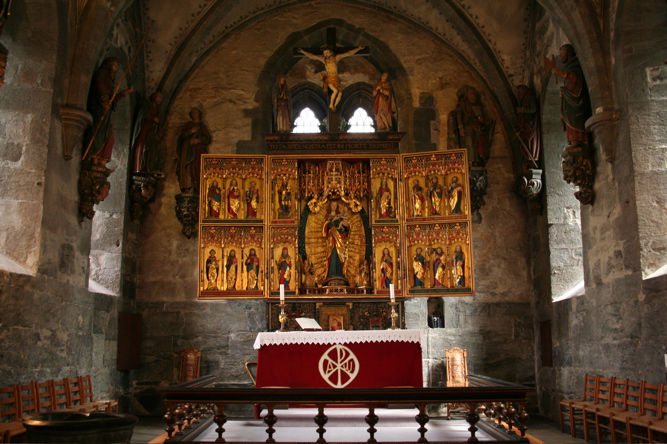
El retablo.

El retablo se cuenta entre los más bellos de Noruega. Fue probablemente elaborado en Lübeck a finales del siglo XV. Es un tríptico que, abierto, muestra las imágenes de la Virgen María y el Niño en el centro, rodeada de San Olaf, San Antonio, Santa Catalina de Alejandría y Santa Dorotea. A los extremos, a cada lado, se hallan las esculturas de los doce apóstoles. Cuando se cierra, el tríptico muestra pinturas del nacimiento de Jesús basadas en las revelaciones de Santa Brígida.
El crucifijo, arriba del retablo, es de factura posterior.
Santa María fue iglesia parroquial para los comerciantes alemanes de la Hansa que vivían en Bergen, entre 1408 y 1766, por lo que fue conocida durante mucho tiempo como la Iglesia Alemana (Tyskekirken). Tras el declive de la Hansa, fue transferida al rey de Noruega y desde 1874 es una iglesia parroquial ordinaria.

## El púlpito

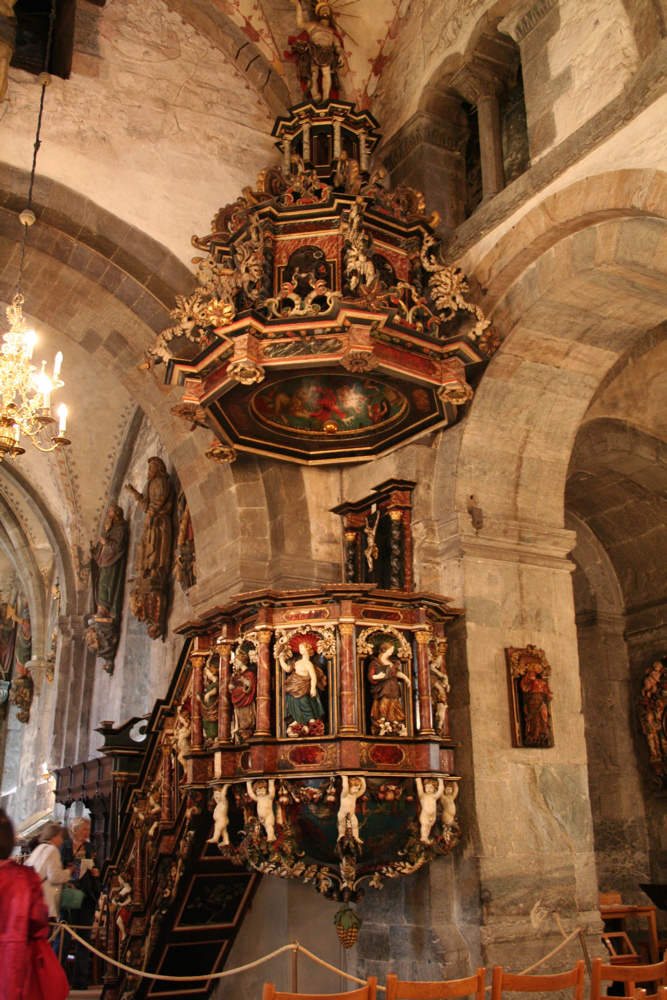
Púlpito.

En 1676 la iglesia recibió la donación de un valioso púlpito barroco por parte de un comerciante alemán. Esta pieza, que incorpora materiales exóticos como caparazón de tortuga, se cree que podría ser de origen holandés. Su madera está ricamente tallada y decorada con pinturas de alegorías de virtudes, representadas como imágenes femeninas.